# Harald Westerberg
Ej att förväxla med fabrikören Harald Westerberg (1885–1970) som var far till riksdagsledamoten Ingrid Diesen
Harald Simon Westerberg, född 5 januari 1885 i Ödeshög, Östergötlands län, död 28 mars 1959 i Stockholm, var en svensk möbelfabrikör och antikvitetshandlare.
Efter handelsskola företog Westerberg utrikesresor bland annat till Tyskland, England och Frankrike för studier av möbelindustri, antikviteter och konsthantverk. Han hade först antikvitetsfirma i Linköping från 1917 till 1923, men flyttade sedan till Stockholm där han startade firma Harald Westerberg med tillverkning av nya möbler i antik stil samt bedrev antikvitetshandel. Han var VD för AB Harald Westerberg från 1930. Westerberg var borgare i huvudstaden och ledamot av Borgargillet från 1925. Han var också riddare av Vasaorden.
Harald Westerberg var son till trävaruhandlaren Herman Westerberg och Josefina Samuelsdotter. År 1917 ingick han äktenskap med Agda Petré (1891–1952) samt fick barnen Rolf (1918–2001), Staffan (född 1920), Hans (1922–1988), generalkonsul, och Christer (född 1927), möbelhandlare, en tid gift med Charlotte Bonnier.
Stoftet efter Harald Westerberg vilar på Stockholms begravningsplats tillsammans med hustrun och sönerna Rolf och Hans.